# Langewiese
Langewiese is een dorp in de stad Winterberg in het Hochsauerlandkreis in Noordrijn-Westfalen in Duitsland.
Langewiese ligt aan de Uerdinger Linie, in het traditionele Nederduitse gebied van het dialect Westfaals. Langewiese ligt in het Sauerland. Er wonen circa 490 mensen in Langewiese.